# Casa de Banho de Dom João VI
La Casa de Banho de Dom João VI (Maison de Bain de Jean VI), également appelé Museu da Limpeza Urbana (Musée de la Propreté urbaine), est un musée situé dans la ville de Rio de Janeiro, au Brésil. Il est fermé au public depuis 2012.

## Histoire
Le musée est installé dans une grande maison du début du XIXe siècle, propriété du marchand de café Antonio Tavares Guerra. La famille royale portugaise de Jean VI l'utilise pour se baigner dans la mer quand elle s'installe à Rio de Janeiro : à l'époque, le quartier de Caju, situé sur la baie de Guanabara, est exempt de pollution et les bains de mer sont recommandés par le corps médical pour soigner l'infection causée par les piqûres de tique.
En 1938, le manoir est classé par l'Institut national du patrimoine artistique et historique (IPHAN ), qui le fait restaurer en 1985 ; il est cependant laissé à l'abandon et occupé illégalement jusqu'en 1996, date à laquelle le bâtiment est de nouveau restauré avec l'appui de la Société municipale de nettoyage urbain (Comlurb) : un Musée du nettoyage urbain (Museu da Limpeza Urbana) y est installé et présente des documents et objets liés à l'histoire de la collecte des déchets à Rio.
En 2012, le musée est fermé aux visiteurs faute de fonds.